# Гордієнко Віра Федотівна
Гордієнко Віра Федотівна — депутат Смілянської міської Ради. У дні нацистської окупації по вулиці Кримській, № 96, де проживала Віра Федотівна, була явочна квартира підпільників. Весною 1942 року гестапівцям та жандармам вдалося виявити явочну квартиру, де збиралися підпільники. В. Гордієнко була заарештована і 18 квітня 1942 року після довгих допитів та тортур розстріляна. В 1965 році для ввічнення пам'яті героїні, вулицю Кримську перейменовано на вулицю Віри Гордієнко.